# Matěj Bíba
Matěj Bíba (21. února 1849 Litohošť – 21. prosince 1907 Leskovice) byl rakouský a český politik, na počátku 20. století poslanec Českého zemského sněmu.

## Biografie
Vychodil školu v Moravči, další vzdělání získal u strýce v Stockerau. Od roku 1868 působil jako rolník.
Byl veřejně a politicky aktivní. Koncem 19. století zastával funkci okresního starosty v Pacově. Ve volbách v roce 1895 získal coby okresní starosta několik desítek hlasů do Českého zemského sněmu, ačkoliv nekandidoval. Poslancem zemského sněmu se ovšem prozatím nestal. Tehdy je uváděn jako stoupenec mladočeské strany. Na post okresního starosty byl opětovně zvolen roku 1898 a potvrzen císařem. Ve volbách v roce 1901 byl zvolen do Českého zemského sněmu v kurii venkovských obcí (volební obvod Pelhřimov, Pacov, Kamenice, Počátky). Politicky se nyní uvádí coby člen České agrární strany.
V některých pramenech je uváděno, že zemřel v prosinci 1901. Zde se ovšem pravděpodobně jedná o záměnu číslice 7 za 1, jelikož ještě v září 1907 patřil mezi překladatele petice několika poslanců zemského sněmu. Tudíž jako pravděpodobnější se jeví rok úmrtí 1907.